# Andrés Saliquet Zumeta
Andreu Saliquet Zumeta (Barcelona, 21 de març de 1877 – Madrid, 23 de juny de 1959), fill d'Andrés Saliquet Grillot i Josefa Zumeta Duran, fou un militar català. Estudià a l'Escuela Superior de Guerra i, ja amb el grau de General de divisió d'infanteria, participà en les guerres de Cuba i del Marroc.
En proclamar-se la República va intervenir en diverses conspiracions i va fer revoltar la guarnició de Valladolid, assumint el comandament de la VII División Orgànica en el cop d'Estat del 18 de juliol del 1936.
En constituir-se a Burgos la Junta de Defensa Nacional, en fou nomenat membre i el setembre de 1936 fou un dels generals que va donar suport a Franco, tot donant-li el títol de "Generalísimo". Prengué part en la Guerra Civil espanyola al bàndol nacional, primer com a cap del I Cuerpo del Ejército i després, i fins al final de la guerra, com a cap de l'Ejército del Centro.
En acabar la guerra fou ascendit a tinent general i s'encarregà de la Capitania General de Madrid. Posteriorment esdevingué president del Consejo Supremo de Justicia Militar. El 1943 fou un dels generals que va signar una carta adreçada a Franco aconsellant-li que reinstaurés la monarquia. El 1950, Franco li va atorgar el marquesat de Saliquet.
Saliquet va ser un dels 35 alts càrrecs del franquisme les actes de defunció dels quals van ser sol·licitades pel jutge Baltasar Garzón el 16 d'octubre de 2008 per tal de declarar extinta la seva responsabilitat en els casos de detenció il·legal i crims contra la Humanitat comesos durant la Guera Civil i en els primers anys del règim.